# Duitse Bondsakte

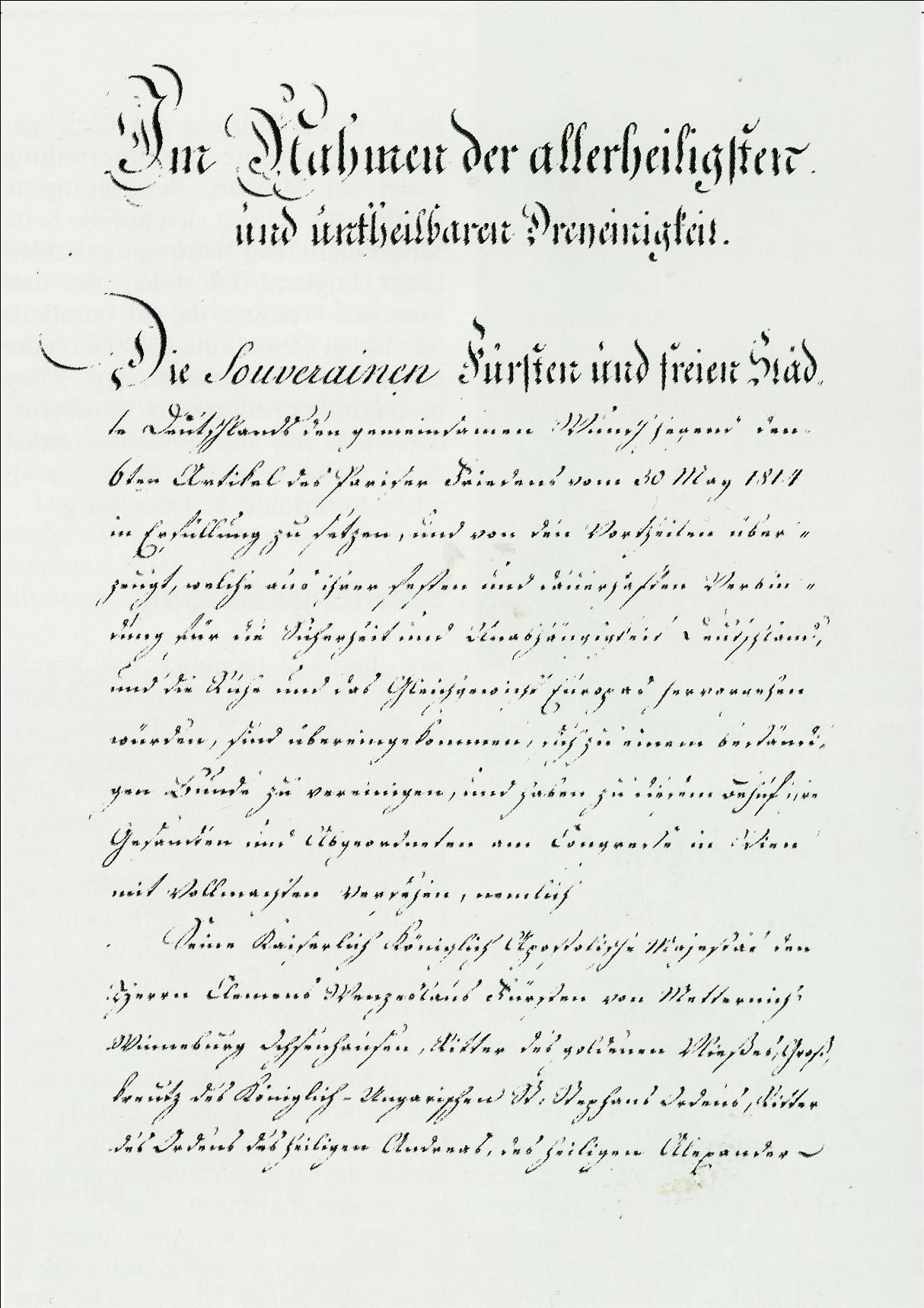
bondsakte

De Bondsakte (Deutsche Bundesakte) van 8 juni 1815 was een volkenrechtelijk verdrag waarmee tijdens het Congres van Wenen de Duitse Bond werd opgericht. Gelijktijdig was de bondsakte een grondwet van de bond. De akte werd op 10 juni 1815 ondertekend door de 39 vertegenwoordigers van de 41 deelnemende staten. Overigens waren de ondertekenaars niet alleen Duitse vorsten. Zo waren ook de koning van Groot-Brittannië en Ierland in zijn functie als koning van Hannover, de koning van Denemarken als hertog van Holstein en Lauenburg en de koning van Nederland als Groothertog van Luxemburg lid van de Duitse Bond.
Doel van het verdrag was het garanderen van stabiliteit, veiligheid en rust. De staten en vrije steden maakten in de 20 artikelen van de bondsakte afspraken over het beslechten van onderlinge geschillen, over defensie en de vertegenwoordiging naar buitenlandse mogendheden. 
Toen de Duitse Bond in 1866 werd opgeheven, is de bondsakte buiten werking getreden.